# زمین‌لرزه ونزوئلا
زمین‌لرزه ونزوئلا ممکن است به یکی از موارد زیر اشاره داشته باشد:
- زمین‌لرزه ۱۹۰۰ ونزوئلا
- زمین‌لرزه ۱۹۵۰ ونزوئلا
- زمین‌لرزه ۱۹۹۷ ونزوئلا